# Partidul Libertate, Unitate și Solidaritate
Partidul Libertate, Unitate și Solidaritate (abreviat PLUS) a fost un partid politic în România înființat la data de 26 octombrie 2018 de către Dacian Cioloș, fost prim-ministru al României, care a fost ales președinte al partidului la data de 26 ianuarie 2019. Partidul și-a avut originea în Mișcarea România Împreună, proiect la care Cioloș a renunțat din cauza tergiversării înființării formațiunii în instanță.
La data de 15 august 2020, cele două formațiuni ale Alianței 2020 USR-PLUS, mai precis Uniunea Salvați România (USR) respectiv Partidul Libertate, Unitate și Solidaritate (PLUS), au decis în cadrul unui congres ca cele două partide să fuzioneze. Noul partid s-a numit Uniunea Salvați România (USR) până când instanța a decis trecerea fuziunii în registrul partidelor, realizată la data de 16 aprilie 2021, după care partidul a preluat denumirea USR PLUS. Dacian Cioloș a devenit copreședinte al acestei entități rezultate din fuziune prin absorbție, alături de Dan Barna.

## Performanțe electorale

### Alegeri prezidențiale

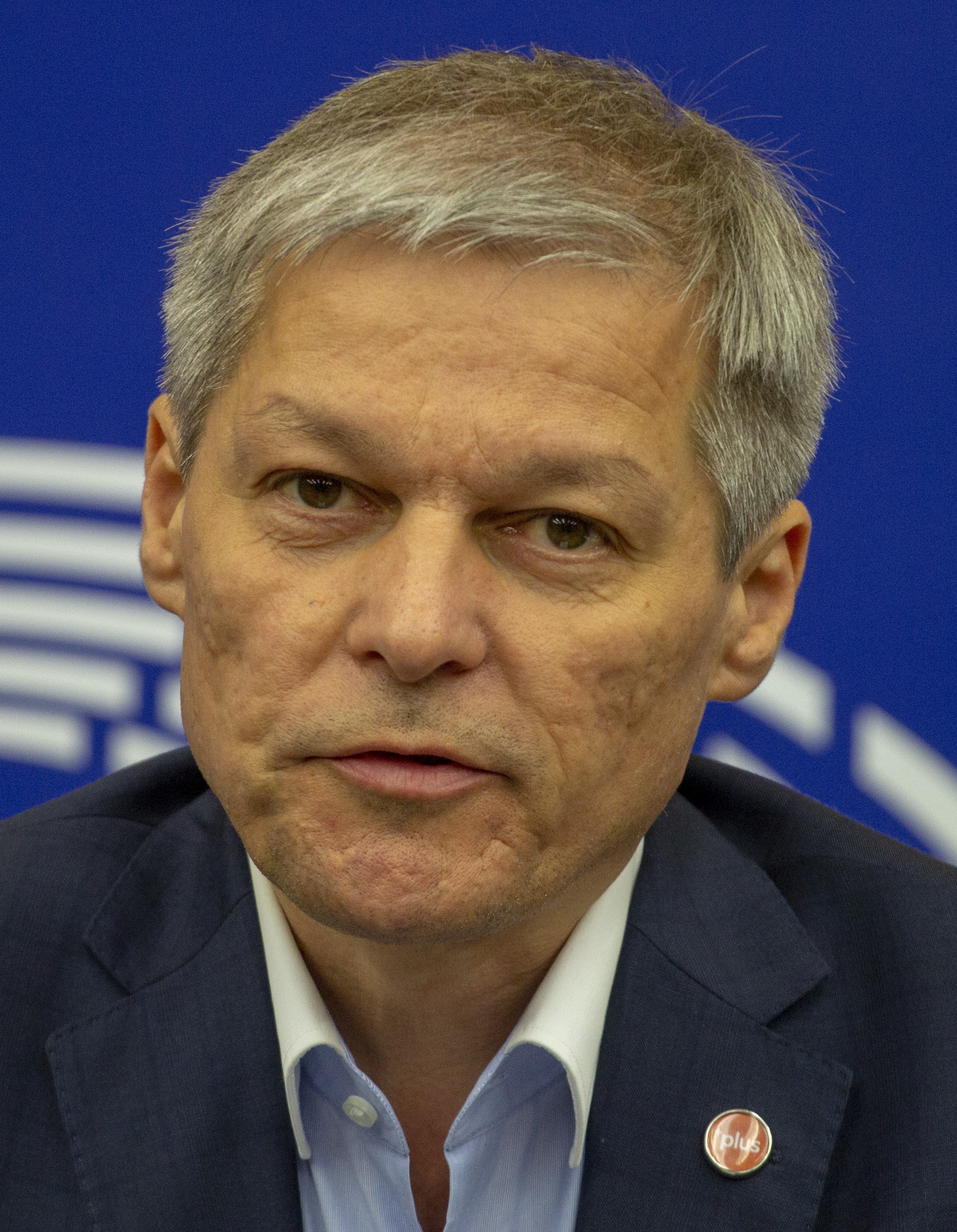
Dacian Cioloș - președintele PLUS între 2019 și 2021

| An   | Candidat  | Alianță               | Primul tur | Primul tur  | Al doilea tur    | Al doilea tur | Rezultat |
| An   | Candidat  | Alianță               | Voturi     | %           | Voturi           | %             | Rezultat |
| ---- | --------- | --------------------- | ---------- | ----------- | ---------------- | ------------- | -------- |
| 2019 | Dan Barna | Alianța 2020 USR-PLUS | 1.384.450  | 15.02 / 100 | Nu s-a calificat | -             | Locul 3  |

### Alegeri europarlamentare
| An   | Voturi    | Alianță               | %     | Mandate | Grup politic | Poziție |
| ---- | --------- | --------------------- | ----- | ------- | ------------ | ------- |
| 2019 | 2.028.236 | Alianța 2020 USR-PLUS | 22,36 | 8 / 33  | Renew Europe | 3       |

### Alegeri locale
| An   | Voturi  | Alianță               | %     | Primari   | Consilieri Locali | Consilieri Județeni | Poziție |
| ---- | ------- | --------------------- | ----- | --------- | ----------------- | ------------------- | ------- |
| 2020 | 696.478 | Alianța 2020 USR-PLUS | 8.89% | 45 / 3176 | 1207 / 39900      | 65 / 1340           | 3       |

### Alegeri parlamentare
| An   | Camera Deputaților | Camera Deputaților | Camera Deputaților | Senat   | Senat  | Senat   | Alianță               | Poziție | Guvernare                                            |
| An   | Voturi             | %                  | Mandate            | Voturi  | %      | Mandate | Alianță               | Poziție | Guvernare                                            |
| ---- | ------------------ | ------------------ | ------------------ | ------- | ------ | ------- | --------------------- | ------- | ---------------------------------------------------- |
| 2020 | 906.965            | 15,34%             | 17 / 329           | 936.864 | 16,06% | 8 / 136 | Alianța 2020 USR-PLUS | 3       | PNL-USR PLUS-UDMR/RMDSZ în Guvernul Cîțu (2020–2021) |